# 2008年維他奶工潮
2008年維他奶工潮為香港社會上其中一次矚目的、由維他奶國際集團有限公司運輸部約200名員工發起的工潮，員工數目佔了整個運輸部的8至9成，為了爭取多項訴求，工潮於7月11日發起，在勞工處及香港職工會聯盟的協調下，經歷過兩次談判後，於7月12日結束。事件受到香港傳媒的廣泛追縱及報道，事件亦為其他集團員工仿傚。是次工潮獲得解決後，屈臣氏集團(香港)有限公司旗下的屈臣氏蒸餾水員工亦於同月稍後的日子發起了工潮。

## 事件

### 源起
事件的起因主要是維他奶國際運輸部員工的佣金在通貨膨脹下沒有提高，反而減低。而一名多次為工人向管理層爭取利益及表達意見的司機員工杜志權於同年6月月底被無理由解僱，成為了促成是次罷工行動的導火線。

### 經過
7月11日上晝7時，維他奶國際運輸部約200名員工於屯門集團總部門外發起罷工行動，並且掛起橫額表達5項訴求。
5項訴求包括：
1. 增加員工的底薪及佣金6%；
2. 安排被無理由解僱的員工恢復職位；
3. 合理工作時間；
4. 提供勞資溝通平台；
5. 合理工作條件，包括多勞多得等等。

事件導致維他奶產品於整天未能夠運送出工廠之外。資方首先安排了人事部代表與員工代表談判，其後勞工處代表和香港職工會聯盟運輸及物流業職工會會長等亦加入協助雙方談判。惟經歷4小時的談判後，雙方談判破裂。員工代表表示資方在5個要求中無一項是有明確回答，毫無誠意，是故決定繼續展開罷工行動。維他奶國際集團有限公司發表聲明稱，正在以開放及坦誠的態度與員工保持緊密的溝通。
7月12日約6時半，員工繼續罷工，是該集團開業68年來的首次有大罷工行動。同日，經過上晝和中晝兩次、長達9小時的談判後，勞資雙方最終就分歧中達成了3項共識，包括承諾於同月月底前檢討現有的薪酬和佣金機制、於同年8月開始增加設備內部溝通機制，好讓員工申訴；同時為到該名早前被解僱的運輸部員工澄清事實。工會亦於同日呼籲逾200名工人於翌日正式恢復工作。

### 結果
7月12日，維他奶集團香港行政總裁齊松於談判後舉行記者招待會表示，經過管理層、員工及勞工處多次會議後，勞資雙方已經達成3項共識，包括承諾由同年8年開始，高層人員每月都會親自與員工展開會議進行溝通、積極檢討現時的機制，並且進一步改善員工的工作條件，例如工作時間等等。至於提高薪酬方面，齊松表示維他幻公司早就計劃於7月15日向員工宣布每年的薪酬調整結果，經歷過是次工潮後，資方承諾會考慮工會所提出的薪酬提高幅度建議，並且會於同年7月月底前通知員工該調整結果及具體執行的時間等。
產品運送料2日後正常
此外，維他奶集團亦發出通告，表明早前解僱一名員工時，與該名員工之間存在誤會。資方雖然沒有再次聘請該名員工，但是亦對於他過去為公司作出的貢獻表示致謝。該名員工則揚言，雖然被維他集團誤會，惟不會重返該公司工作。

## 對外影響
維他奶發言人於7月12舉行的記者招待會中補充說，受到工潮影響，產品運送需要2至3日才能夠回復至正常運作模式以及供應數量；惟由於過去周六汞周日產品的運輸貨品數量比較平日為少，故此相信是次工潮所帶來的運輸影響屬於輕微。
事件亦影響了其他公司員工仿傚，同月亦隨即發生了由屈臣氏集團(香港)有限公司旗下的屈臣氏蒸餾水員工發起的工潮。此外，於同年亦有一系列由各個集團旗下公司員工所發起的工潮，當中包括同樣於同月發生的、由雀巢公司香港員工發起的工潮。

## 各界反應
香港兩大超級市場──百佳及惠康均於7月11日表示，公司仍然有足夠的維他奶產品存貨，供應暫時未有受到影響。
代表勞方參加談判的香港職工會聯盟運輸及物流業職工會會長譚偉濤認為，是次工潮非常成功，至少能夠為到員工以及管理層間設立一個內部溝通機制，過去員工投訴無門的情況有得到改善。

## 相關參見
- 2008年屈臣氏蒸餾水工潮
- 2009年屈臣氏蒸餾水工潮
- 2012年屈臣氏蒸餾水工潮